# Air Raja (Tanjungpinang Timur)
Air Raja is een bestuurslaag in het regentschap Tanjung Pinang van de provincie Riouwarchipel, Indonesië. Air Raja telt 10.132 inwoners (volkstelling 2010).